# Rio Aninoasa (Olt)
O Rio Aninoasa é um rio da Romênia afluente do rio Olt, localizado no distrito de Vâlcea.